# مجموعه بیدگل
مجموعه بیدگل مربوط به اواخر دوره ایلخانی - دوره ایلخانی است و در آران و بیدگل، محله سلمقان بیدگل، جنب‌محورتازه‌احداث ۱۶محله واقع شده و این اثر در تاریخ ۱۰ خرداد ۱۳۸۲ با شمارهٔ ثبت ۹۰۱۷ به‌عنوان یکی از آثار ملی ایران به ثبت رسیده است.